# Стефан Пермський
Стефа́н Пе́рмський (мирське ім'я — Степа́н Храп; комі Перымса Степан, може бути передано також як Сьтэпан Крап; *бл. 1340/45, Великий Устюг — †26 квітня 1396, Москва) — діяч Російської православної церкви (РПЦ), просвітник і проповідник народу комі. Створив для комі народів абетку (анбур) і переклав комі мовою деякі церковні твори. Створив Пермську єпархію, ставши її першим єпископом. Шанується РПЦ у лику святителів, пам'ять — 26 квітня (за юліанським календарем).

## Життєпис
Стефан Пермський народився близько 1340 року у Великому Устюзі. Його мати — Марія була комі-зирянкою, батько Симеон — московитом. Супроводжуючи батька (місцевого дяка) до храму, Стефан вивчився церковним співам і уставу. Після цього Стефан зосередив усю свою увагу на ретельному вивченні комі-зирянської мови, якою розмовляло усе місцеве населення.
За переказами, ще в дитинстві Стефану напророчили, що він стане хрестителем «перм'яцького народу» (тобто пермських угро-фінських народів). Начебто і під впливом цих віщувань він виправився до ростовського монастиря Святого Григорія Богослова задля підготовки до місіонерського служіння. Думку молодого аскета послужити подвижницькою працею для пермського народу було схвалено тодішніми руськими церковниками.

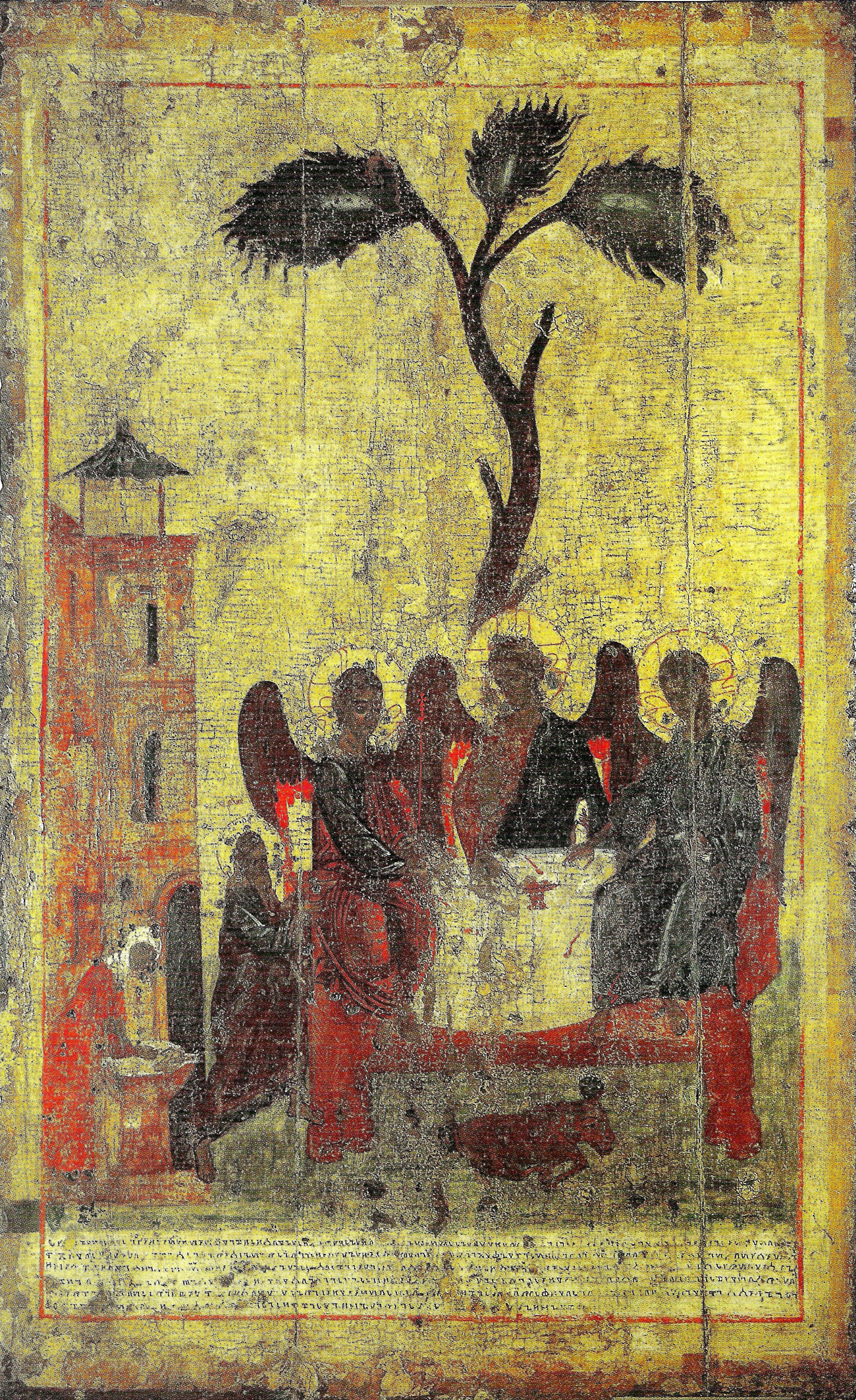
Ікона «Зирянська Трійця», написана, за переказом, Стефаном Пермським

Щоб використовувати у своєму місіонерстві Святе Письмо і твори отців Церкви, Стефан вивчив грецьку, а для вдалого проповідування серед комі удосконалив свою комі-зирянську. Незабаром просвітитель узявся до перекладу на комі церковної служби, що було безпрецедентним у історії народів, землі яких включалися до складу Московської держави. Стефану Пермському належить заслуга у здійсненні ще одного великого досягнення — він упорядкував зирянську абетку анбур, спеціально для цього розробивши власну систему літер, які переважно були видозміненими грецькими. Відвідавши Устюг, Стефан переконався у життєвості свого творіння — земляки зиряни виявились здібними до засвоєння нових понять (в т.ч. і абстрактних), формування думок (в т.ч. і дидактичних) власною мовою, використовуючи своє власне письмо.
Стефан вирушив до Москви, де отримав благословення Митрополита Московського і цілої Московії св. Олексія (Бяконта) і був наставлений в пресвітери. Великий князьок Дмитро Донський дав йому охоронну грамоту. В 1379 році 40-річний  Стефан попрямував до Перм-Вичегодська, щоб розпочати свою місіонерську діяльність.
За течією Північної Двіни і Вичегди Стефан досяг Котласу і розпочав проповідувати християнське вчення. Збереглися свідчення, а також за переказами, проповідника зустріли вороже, навіть намагалися спалити, але знання місіонером місцевих мови і звичаїв, наполегливість у проповідуванні Слова Божого і лагідна вдача обеззброїли язичників (за іншими даними — проповідування не було таким уже мирним; ще за деякими даними, переважно фольклорними, ширенню віри серед зирян прислужилося творення див проповідником). Проповідь в Гамі і в Усть-Вимі, де Стефан Пермський знищив обожнювану поганами березу, що загрожувало йому смертю, але са́ме тут було споруджено першу в країні церкву. Так чи інакше, у доволі короткий час Стефану Пермському вдалося навернути значне число зирян до християнства, звести церкви (?) і каплиці, знищити поганські капища, поширити знання про свою абетку.
Стефан Пермський ще декілька разів бував у Москві і в 1383 році його висвячено першим єпископом нової Пермської єпархії.
Стефан Пермський спочив 26 квітня (9 травня) 1396 року в Москві, його поховано в церкві Спаса на Бору; цього ж дня Московитська православна церква шанує його пам'ять. Канонізовано Стефана Пермського на Макар'ївському соборі в 1549 році.

## Історичні заслуги
Діяльність Стефана Пермського, з одного боку, полягала в християнізації і просвітництві комі (він є діячем національної історії, став героєм місцевого фольклору).
З творів Святого Стефана Пермського збереглось  його «Повчання», спрямоване проти стригольників. Житіє Стефана Пермського складено Єпифанієм Премудрим, що особисто знав святителя.